# Maâmar Ousser
Maâmar Ousser, né le 7 février 1935 à Blida (Algérie française) et mort le 13 décembre 2023, est un footballeur international algérien actif de 1953 à 1967.

## Biographie
Maamar Ousser, considéré comme la légende du football blidéen, ancien défenseur des années 1950 de l'USM BLIDA et du FC Blida, est mort le 13 décembre 2023.
Le 8 octobre 1964, il dispute un match amical avec l'Algérie contre l'équipe de Roumanie espoirs.